# 天主教霍巴特總教區
天主教霍巴特總教區（拉丁語：Archidioecesis Hobartensis）是澳大利亞一個羅馬天主教總教區，直屬教廷。
教區包括塔斯馬尼亞，教座位於首府霍巴特。2006年有教友87,691人、廿七個堂區、五十三名司鐸。現任總主教為亞德·良·多伊爾。
1842年4月5日建立代牧區，當年4月22日升為教區，1888年8月3日升為總教區。